# Мармазов Руслан Леонідович
Руслан Леонідович Мармазов (нар. 1968, Донецьк) — проросійський і антиукраїнський пропагандист. Член спілки журналістів так званої ДНР, член Спілки журналістів Росії та Спілки журналістів Москви, заслужений журналіст України (2009). Начальник прес-служби ФК «Шахтар» (Донецьк) у 2005–2015 роках. Фігурант бази «Миротворець».

## Життєпис
З 1992 року викладав історію в Донецькому республіканському училищі олімпійського резерву. Закінчив історичний факультет Донецького національного університету (1993, диплом із відзнакою за спеціальністю «викладач історії»).
Працював у газеті «Весть» (1994, 1996), редактором відділу газети «Салон Дона і Баса» (1996), заступником редактора, а потім редактором донецького випуску «Телетижня» (1996–1997), начальником відділу зі зв'язків із ЗМІ Донецької обласної податкової адміністрації (1997). Був головним редактором донецького випуску «Комсомольської правди в Україні» (1997–2005), паралельно — власкором «Комсомольської правди» та тижневика «Футбол». Має досвід роботи в прес-службах Донецької облдержадміністрації та обласної податкової адміністрації. Член Національної Спілки журналістів України
З жовтня 2005 року до лютого 2015 року — керівник прес-служби «Шахтаря» (Донецьк), яку впродовж цього періоду неодноразово нагороджували за інформаційні проекти (журнал «Шахтар» та ін.).
З 1 березня 2015 року не працює в «Шахтарі». У відповідному інтерв'ю повідомив, що незадоволений тим, у якому цивілізаційному напрямку рухається Україна, тому переїхав до Москви.
З листопада 2017 року працює в системі пропагандистської державної російської медіа-компанії «Росія сьогодні». Працює на пропагандистському сайті Украина.ру.

### Особисте життя
Одружений з Тетяною Іванівною Мармазовою, має двох доньок. Одна з дочок працює «помічницею заступника Голови Уряду ДНР». Дружина колишня депутатка від Партії Регіонів в Донецьку, активна учасниця проросійських виступів 2014.